# Wilbringhausen
Wilbringhausen ist ein Ortsteil der Gemeinde Marienheide im Oberbergischen Kreis in Nordrhein-Westfalen.

## Lage und Beschreibung
Der Ort liegt etwa fünf Kilometer östlich vom Gemeindezentrum.

## Geschichte

### Erstnennung
In den Jahren 1281/1313 wurde der Ort das erste Mal urkundlich erwähnt und zwar „Im Güterverzeichnis des Gr. Ludwig v. Arnsberg wird genannt Abertus dict. Bruning bona Wilverinchusen“.
Die Schreibweise der Erstnennung war Wilverinchusen.

### Besonderheit
Bis zur politischen Gebietsreform im Jahr 1975 (§ 16 Köln-Gesetz) gehörte Wilbringhausen zu Kierspe, damals im Kreis Lüdenscheid.
Kirchlich haben sich die Grenzen jedoch nicht geändert: Der Ort gehört nach wie vor zur evangelischen Kirchengemeinde Kierspe und zur katholischen Gemeinde St. Josef, Kierspe (Großpfarrei Meinerzhagen), im Bistum Essen. (Zur Änderung von Bistumsgrenzen sind – anders als bei Pfarrgrenzen – ein NRW-Gesetz und ein Erlass des Vatikans notwendig)

## Söhne und Töchter der Gemeinde
- Ursel Wahrburg (* 1956), Prof. Fachgebiet Oecotrophologie an der FH Münster wuchs in Wilbringhausen auf.